# André Bricout (homme politique)
Pour les articles homonymes, voir André Bricout et Bricout.
 André Bricout , né à Marcinelle, le 24 juillet 1918 et décédé le 19 février 2003 est un homme politique et industriel belge francophone libéral.
Il fut membre du sénat de 1968-1971, en suppléance de Nestor Miserez, décédé,,.